# 레물라드

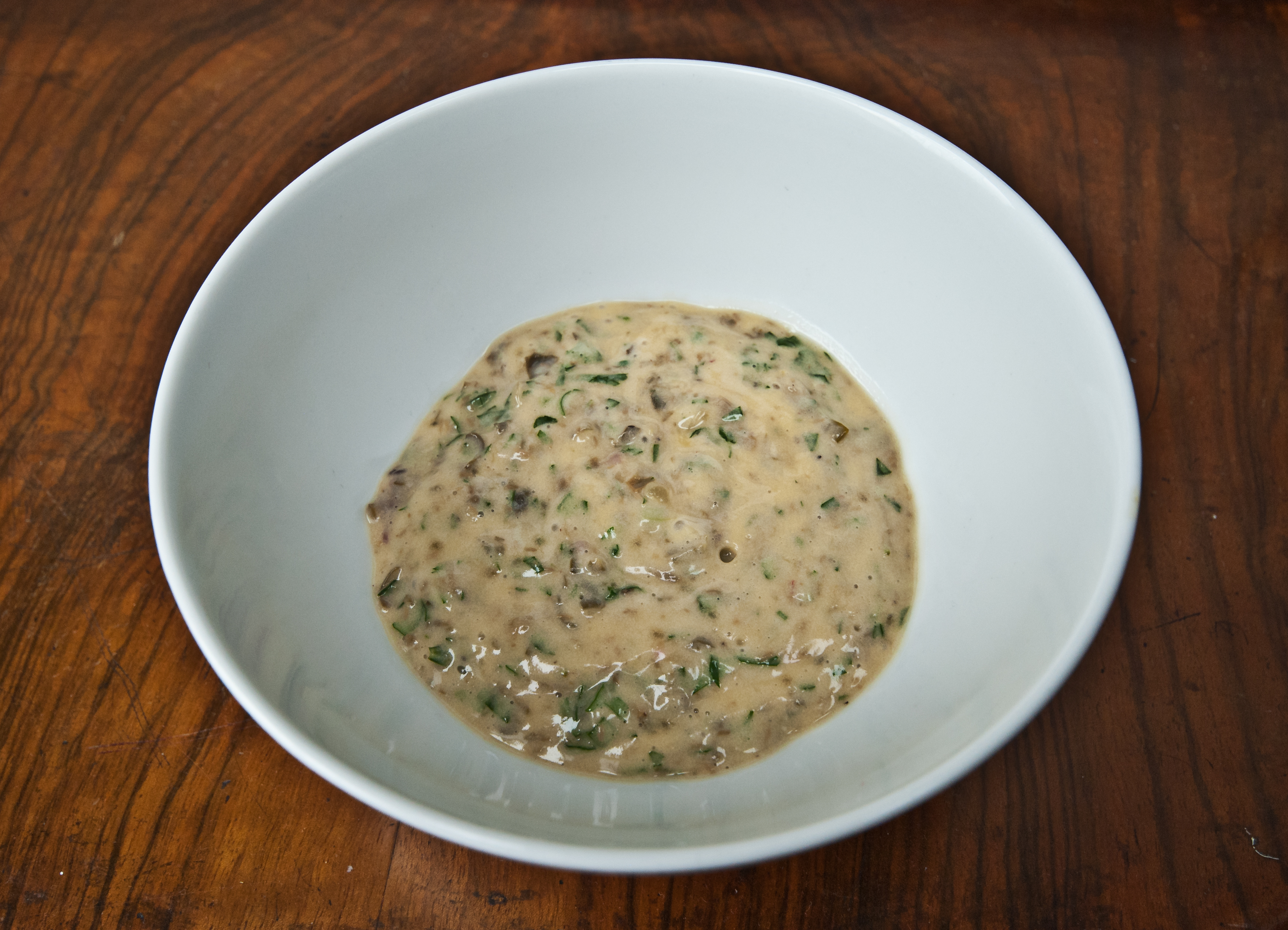

레물라드(프랑스어: rémoulade, remoulade)는 프랑스에서 만들어진 소스로 많은 나라에서 인기있다. 이 소스는 영어권 국가의 타르타르 소스와 매우 유사하며, 종종 마요네즈를 기본으로 한다. 레물라드는 좀 더 노르스름한 빛을 띠고, 때때로 커리향을 첨가하고, 잘게 썬 피클이나 피카릴리 등을 넣기도 하며, 양고추냉이, 파프리카, 멸치, 케이퍼 등을 넣기도 한다. 이 소스는 아마도 고기와 함께 곁들여 먹기 위해서 만들어졌을 것이다. 하지만, 오늘날에는 레물라드는 해산물 요리, 특히 가자미나 서대기를 빵가루에 묻혀 지져서 구운 생선 토막 요리에 곁들인다.
레물라드는 프랑스와 덴마크, 미국의 루이지애나 크레올 요리에서 매우 인기가 있다. 이 소스는 주요리에서 후식까지, 국가별로 다양하게 쓰임새가 다르며, 구운 쇠고기 위에 끼얹거나, 핫도그에 양념으로도 사용한다.

## 같이 보기
- 덴마크 요리
- 프랑스 요리

## 참고 문헌
- 레물라드 정보 (영어)
- 레물라드 정보 (영어)